# منطاد استطلاع

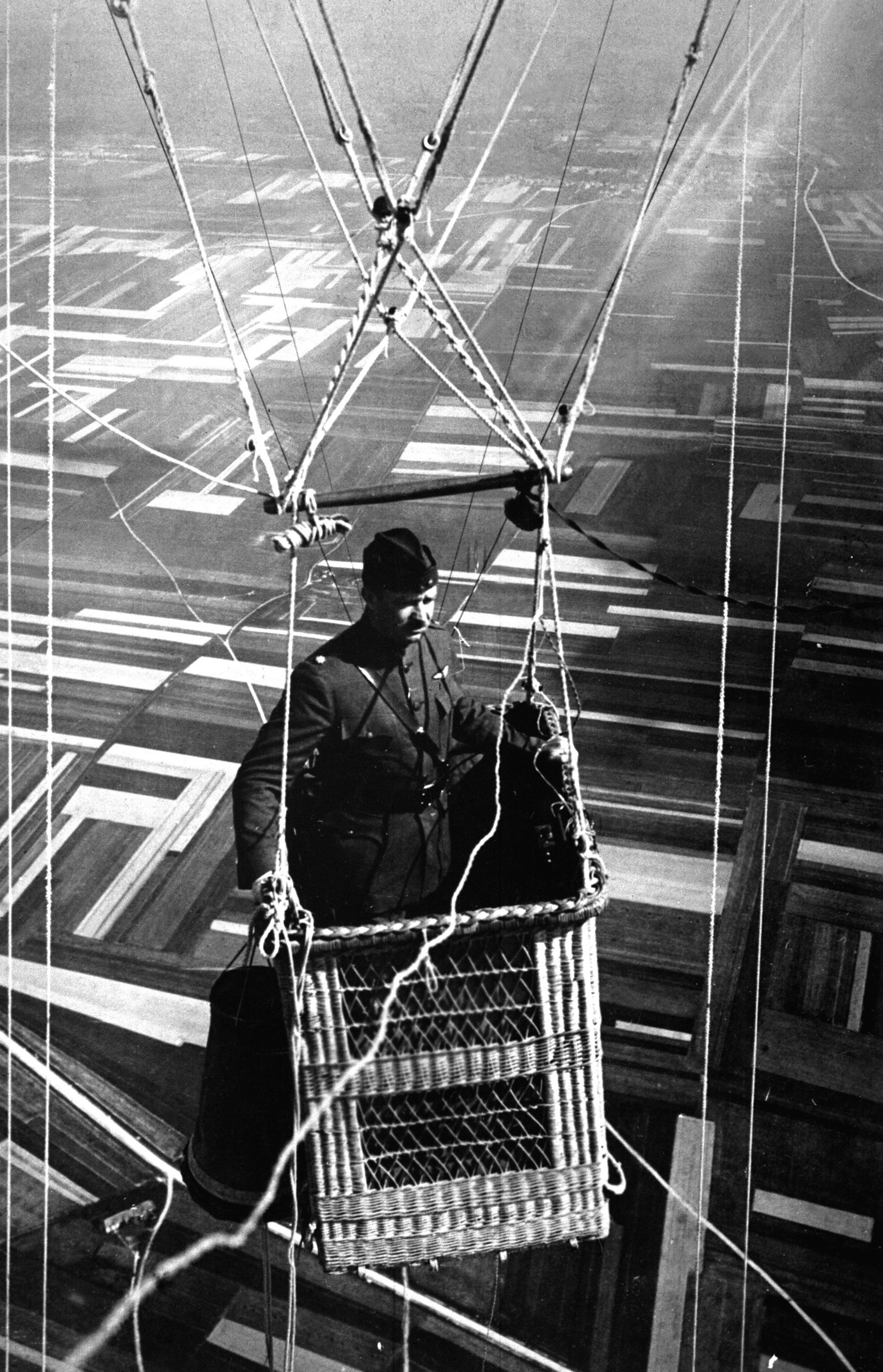
ضابط أمريكي في الحرب العالمية الأولى يستطلع فوق أراضي بالقرب من خطوط الجبهة

بالون الاستطلاع هو عبارة عن منطاد استعمل في العمليات العسكرية قديما قبل اختراع الطائرة للتجسس والاستطلاع على احوال العدو وتمركز قواته قصد الاعداد للعمليات العسكرية البرية . عوض منطاد الاستطلاع بطائرات الاستطلاع ومن ثم بطائرة دون طيار.

## راجع أيضا
- منطاد المراقبة